# Порт-о-Франсе
Порт-о-Франсе́ (фр. Port-aux-Français — «порт французов») — административный центр округа Кергелен Французских Южных и Антарктических территорий (неофициально считается их главным населённым пунктом). Не имеет постоянного населения и является, по сути, научно-технической станцией (базой).

## История
Первая попытка заселить остров была предпринята в 1928 году, тогда французы открыли здесь фабрику по консервированию лангустов. Однако всё закончилась неудачей, и спустя некоторое время эта фабрика была закрыта, а острова вновь покинуты.
К заселению островов вновь вернулись в 1949 году. Место для создания поселения выбиралось с расчётом на то, что позже здесь будет создана взлётно-посадочная полоса. В 1950 году был основан Порт‑о‑Франсе.
В 1955 из Австралии сюда стали доставлять машины для скотобойной компании «Сидап» (фр. Société industrielle des abattoirs parisiens, сокр. Sidap — «Индустриальное общество парижских мясников»); к 1957 году завершилось строительство фабрики по переработке мяса и шкур тюленей. Её открытие 16 декабря 1957 года было ознаменовано первой на архипелаге свадьбой (предприниматель Марк Пешенарт взял в жёны Мартин Ролен). Фабрику закрыли в 1960-х, оборудование было отправлено на остров Реюньон в 2005 году.
C момента основания поселения (1950 год) вблизи него проводились в прошлом (например, АРАКС) и ведутся в настоящее время научно-исследовательские работы, метеорологические наблюдения и запуски исследовательских ракет («Arcas», «Dragon», «Eridan»). В 1970-х годах в Порт‑о‑Франсе установлена станция спутниковой связи.

## География

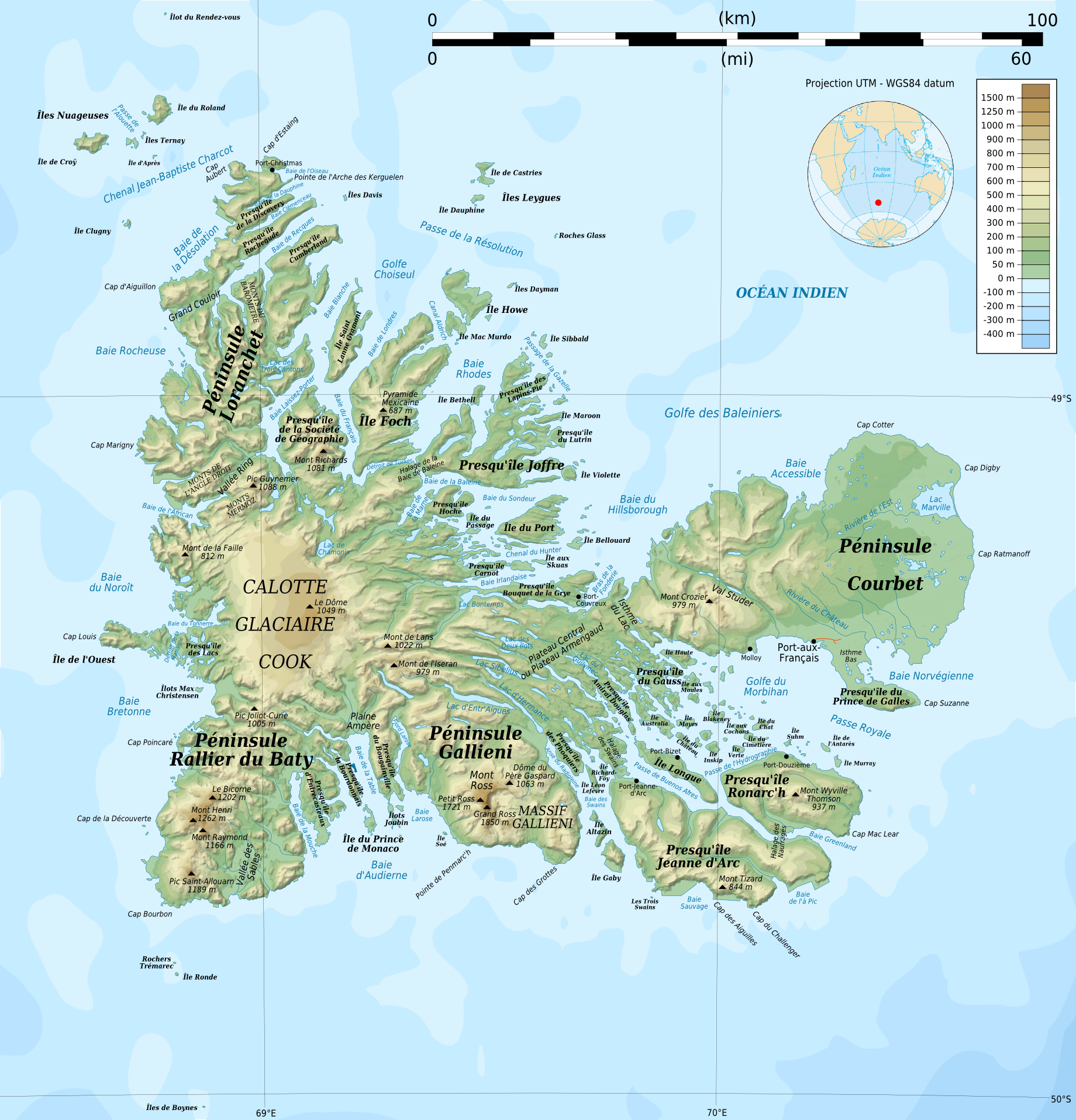
Порт-о-Франсе на топографической карте Кергелена

Порт‑о‑Франсе находится на южном побережье полуострова Курбе на северном берегу залива Морбиан на востоке острова Гранд-Тер архипелага Кергелен. Местность, где расположена база, практически не защищена от ветров. Скорость ветра свыше 30 м/с (100 км/ч) — обычное явление, часто скорость достигает 40 м/с (150 км/ч), временами — до 55 м/с (200 км/ч).
| Показатель                    | Янв. | Фев. | Март | Апр. | Май  | Июнь | Июль | Авг. | Сен. | Окт. | Нояб. | Дек. | Год  |
| ----------------------------- | ---- | ---- | ---- | ---- | ---- | ---- | ---- | ---- | ---- | ---- | ----- | ---- | ---- |
| Абсолютный максимум, °C       | 22,3 | 22,3 | 20,6 | 23,0 | 16,8 | 14,5 | 13,4 | 14,4 | 15,8 | 19,1 | 21,3  | 21,6 | 23,0 |
| Средний суточный максимум, °C | 11,2 | 11,5 | 10,7 | 8,8  | 6,6  | 5,0  | 4,8  | 5,0  | 5,3  | 6,8  | 8,4   | 10,2 | 7,9  |
| Средняя температура, °C       | 7,2  | 7,5  | 7,0  | 5,6  | 3,7  | 2,4  | 2,0  | 2,0  | 2,2  | 3,3  | 4,7   | 6,3  | 4,5  |
| Средний суточный минимум, °C  | 4,1  | 4,3  | 3,7  | 2,6  | 0,9  | −0,3 | −0,8 | −0,8 | −0,7 | 0,4  | 1,6   | 3,1  | 1,5  |
| Абсолютный минимум, °C        | −1,5 | −1   | −0,9 | −2,7 | −5,9 | −8,3 | −8   | −7,3 | −7,7 | −5   | −3,7  | −1,2 | −8,3 |
| Норма осадков, мм             | 48   | 45   | 59   | 67   | 69   | 56   | 65   | 66   | 65   | 54   | 52    | 57   | 703  |
| Источник: OGP, Weatherbase    |      |      |      |      |      |      |      |      |      |      |       |      |      |

## Строения и сооружения

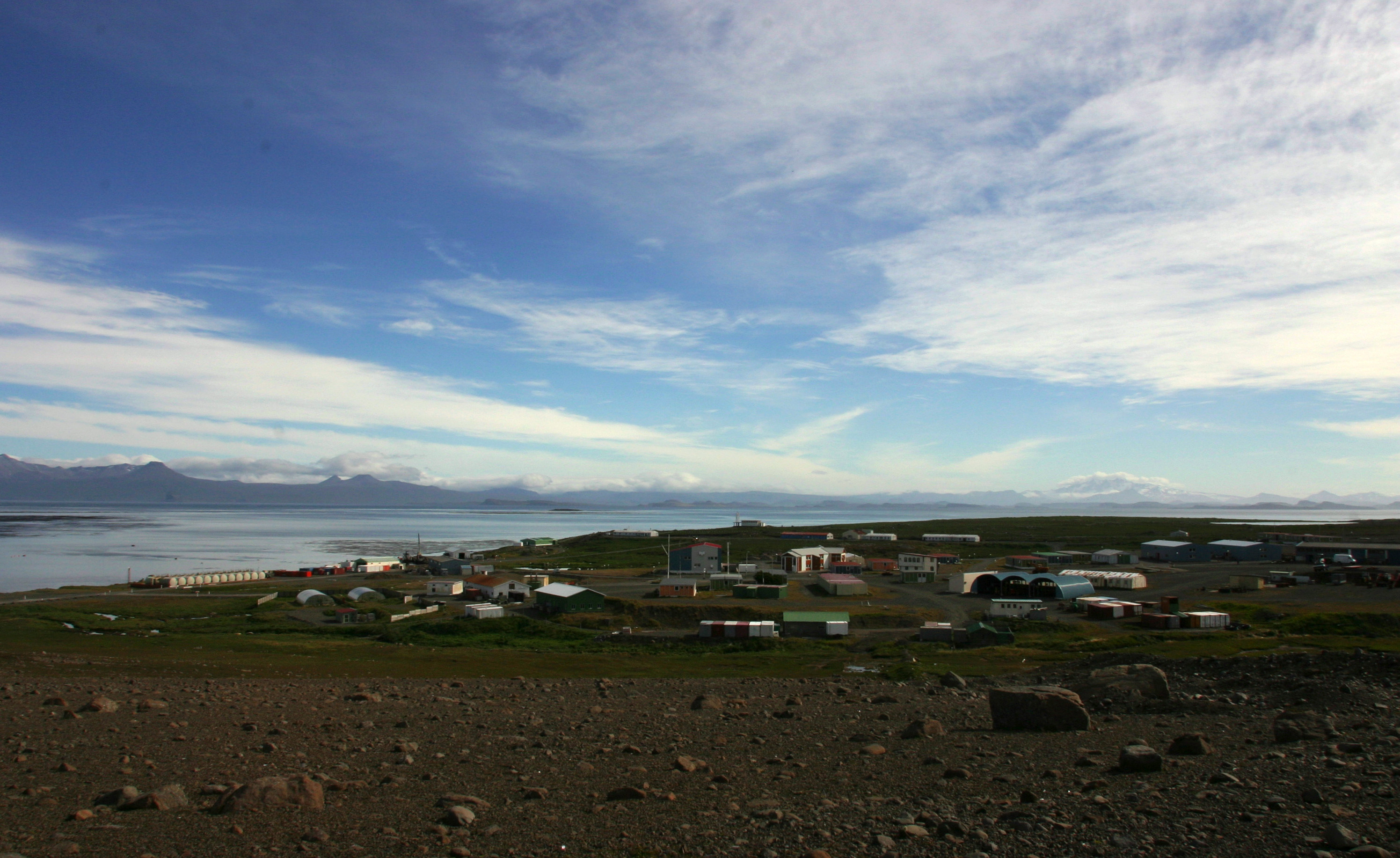
Порт‑о‑Франсе в 2004 году

В Порт‑о‑Франсе находятся научные лаборатории (биологические, геофизические) и технические сооружения (метеорологические, телекоммуникационные, системы спутникового слежения). Недавно была установлена мареографическая станция; показания её приборов отправляются на локальный сервер, который передаёт данные через интернет с помощью спутниковой связи.
Прочие сооружения: административное здание, больница, ресторан (столовая), жилые блоки, церковь, транзитный зал, электростанция, котельная, автобаза, ангары, столярная мастерская, портовые постройки, резервуары для топлива.

## Население
Постоянного населения нет. Зимой (с июня по август) численность населения составляет 50—70, а летом (с декабря по февраль) — 120—140 человек. В основном это учёные, технический и обслуживающий персонал.

## Транспорт

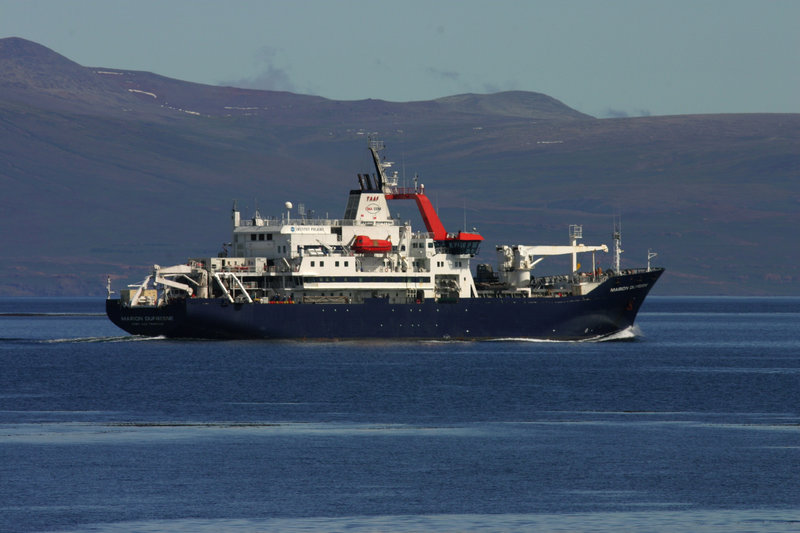
«Марион Дюфрен»
в заливе Морбиан

Изначально планировалось создание взлётно-посадочной полосы, которая, однако, так и не была построена. Есть гавань, позволяющая принимать мелководные суда. Порт‑о‑Франсе снабжается научно-исследовательским судном «Марион Дюфрен II» (фр. Marion Dufresne 2e, на илл. слева), которое курсирует от острова Реюньон (расстояние 3 490 км, время в пути — около 10 дней).

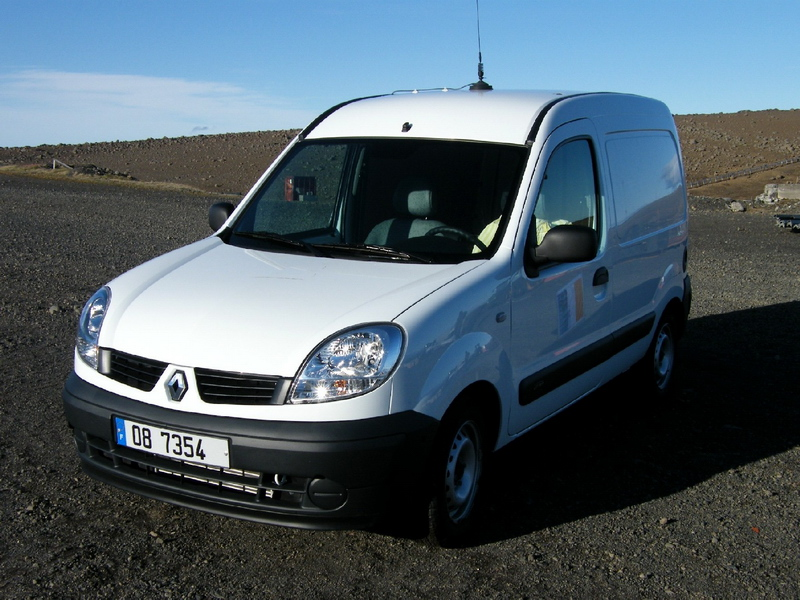
Автомобиль Renault Kangoo
на острове Кергелен

На острове используются автомобили, несмотря на отсутствие дорожной сети. Коды автомобильных номеров (см. илл. справа) построены следующим образом: первые две цифры указывают год ввода в эксплуатацию, а остальные четыре — последние четыре цифры серийного номера транспортного средства.

## Туризм
Порт‑о‑Франсе популярен, как правило, только среди экотуристов, так как до него довольно сложно добраться. «Марион Дюфрен» — единственное судно, берущее небольшие группы туристов и совершающее рейсы на Кергелен от Реюньона. В гавань Порт‑о‑Франсе заходят яхты, совершающие кругосветные путешествия.

## Достопримечательности
В городе находится самая южная французская католическая церковь — Церковь Богоматери Ветров (фр. Notre-Dame des Vents). Также можно выделить самую южную могилу немецкого солдата: в 1940 году там был захоронен погибший в результате несчастного случая член экипажа крейсера «Атлантис» матрос Бернхард Херман.

## Интересные факты
- Практически на одном меридиане с Порт‑о‑Франсе (70° в. д.) находятся такие города как Ташкент, Кабул, Ханты-Мансийск, Астана. На противоположной широте относительно этого населенного пункта находятся такие города как Харьков, Волгоград, Караганда.
- Географическим антиподом Порт‑о‑Франсе является деревня Консул[англ.] (англ. Consul) в канадской провинции Саскачеван, причём численности их населения приблизительно равны.